# Barbara Höll
Barbara Höll née Eisenberger (26 décembre 1957 à Coswig) est une femme politique allemande (Die Linke). 
Elle a été de 2005 à 2009 vice-présidente du parti Die Linke au Bundestag. 

## Biographie
Diplômée à Halle-sur-Saale en 1976, Barbara Höll obtient en 1981 un diplôme en philosophie à l'université d'État de Rostov-sur-le-Don. Par la suite, elle travaille jusqu'en 1990 en tant qu'assistante scientifique à la Handelshochschule Leipzig. En 1988, elle obtient un doctorat à l'Université Otto von Guericke de Magdebourg par son travail sur l'effet et la réflexion des besoins en tant que moteurs de l'action humaine d'un point de vue historique . 
Barbara Höll est athée, divorcée et mère de trois enfants. 

## Parti
De 1976 à 1990, elle est membre du SED. Après avoir rejoint le Bundestag en 1990 en tant que représentante de la Ligue des femmes démocrates via la liste ouverte du PDS, elle rejoint également le PDS en 1996. Jusqu'en novembre 2005, elle était présidente adjointe du PDS en Saxe . 
En avril 2005, elle s'est présentée au poste de maire de Leipzig , mais n'a pas pu vaincre le maire sortant Wolfgang Tiefensee (SPD).  En 2013, elle s'est de nouveau présentée, sans succès. 
Höll est la porte-parole pour le Land de Saxe au forum du socialisme démocratique . 

## Bundestag
Barbara Höll est membre du Bundestag allemand de 1990 à 2002 et à nouveau depuis 2005.  Depuis novembre 2005, elle est à la tête du groupe de travail sur l'économie, le travail et les finances et vice-présidente du groupe parlementaire Die Linke. Höll est la porte-parole politique de son groupe. 
De 2004 jusqu'à sa démission le 23 octobre 2005 Barbara Höll est un membre directement élu de la circonscription électorale Leipzig V au Landtag de Saxe. Elle est porte-parole de la faction du PDS pour la politique d'égalité.   
En 2013, elle figure encore sur la liste pour la Saxe au Bundestag. Sa circonscription est Leipzig I. Le Bundestag a replacé Höll au numéro 3 de la liste Die Linke de Saxe. Pour l'élection fédérale du 22 septembre 2013, elle est arrivée au numéro 9,.  Puisque seulement huit représentants de la liste du parti Die Linke pour la Saxe sont représentés au 18e Bundestag, Höll a donc perdu son mandat parlementaire. 

## Autres activités
Barbara Höll est vice-présidente du service social de l'association des femmes démocrates et présidente de l'association du groupe parlementaire Die Linke. Höll est membre du conseil d'administration de la fondation fédérale Magnus Hirschfeld, membre du conseil d'administration de la Société parlementaire allemande. En tant que membre du conseil d'administration, Barbara Höll est impliquée dans l'organisation caritative Help - Hilfe zur Selbsthilfe. 

## Travaux
- Warum Mindestbesteuerung für hohe Einkommen und Vermögen. In: Lorenz Jarass, Gustav M. Obermair: Wer soll das bezahlen? Wege zu einer fairen und sachgerechten Besteuerung: Begrenzung für alle, Mindestbelastung für die Großen. Marburg 2002,  (ISBN 3-89518-380-6).
- queer.macht.politik: Schauplätze gesellschaftlicher Veränderung. Berlin 2013,  (ISBN 978-3863001520).